# 초조본 아비달마대비바사론 권38
초조본 아비달마대비바사론 권38(初雕本阿毗達磨大毗婆娑論卷三十八)은 대구광역시 달서구 계명대학교에 있는 불경이다. 2011년 2월 25일 대한민국의 보물 제1705호로 지정되었다.

## 개요
『아비달마대비바사론』은『아비달마발지론(阿毘達磨發智論)』을 토대로 하여 설일체유부(說一切有部)의 이론들을 상세하게 설명하고 있다. 후대의 많은 아비달마 논서의 표본이 된다. 줄여서 『대비바사』, 『대비바사론』이라고도 한다. 이 논의 권수제가 『아비달마대비바사론』인데 비해 권미제는 『설일체유부발지대비바사론(說一切有部發智大毘婆沙論)』이다. 협(脇) 존자, 법구(法救) 등의 논사와 500명의 대아라한이 12년 동안 모은 것이라 한다. 현장(玄奘)이 한역하였는데 모두 200권이다. 이 논을 신바사로 일컫는데 비해 전 100권 중에서 현재 60권이 남아 전하는 『아비담비바사론(阿毘曇毘婆沙論)』은 구바사라고 일컫는다.
이 책은 저급의 종이를 사용하여 먹색의 농박의 차이가 있는 등 인쇄상태는 좋지 못하나, 권수로부터 권미까지 비교적 온전한 상태이다. 권의 끝에는 후대에 만든 것으로 보이는 권축이 있고, 이 축에 두루 마는데 편리하도록 종이를 연미형으로 잘라 놓았다.
11～12세기경에 인출된 초조대장경 인본이며 공개된 국내 전본으로는 현재까지 유일하고, 상태 또한 대체로 양호하다.

## 참고 자료
- 초조본 아비달마대비바사론 권38 - 국가유산청 국가유산포털